# Právní stát
Právní stát (anglicky rule of law, německy  Rechtsstaat, francouzsky état de droit) je takový stát, kdy výkon státní moci je omezen a podřízen zákonu. Vztah mezi občanem a státem je vymezen pomocí práva. Podle ideje právního státu by stát měl sloužit občanovi, nikoli naopak.
Právní stát je spojován s respektem k liberálním hodnotám – svoboda a rovnost občanů. Žádný z jeho občanů nesmí být diskriminován bez ohledu na svůj původ, pohlaví, rasu, věk, náboženské vyznání nebo jakýkoli jiný atribut.
Zásady našeho právního státu jsou v Ústavě České republiky.
Právní stát je chápán jako protiklad despocie, diktatury a totality, protože zamezuje zvůli vládnoucích, zneužití jejich politické moci proti občanům a jejich svobodě. Rozhodujícím principem právního státu tedy musí být důsledná dělba moci do nezávislých složek (zákonodárná, výkonná a soudní moc), které se vzájemně kontrolují.

## Historie
Koncepce právního státu se zrodila již ve starověku v době Platóna a Aristotela. Aristoteles ve své Etice Nikomachova psal, že člověk, který vládne to dělá pouze ve svůj prospěch a proto je lepší nechat vládnout zákon.
Mezi další patří německá liberální teorie právního státu od Immanuela Kanta v 18. století, která předchází hnutí Rechtsstaat. Jeho přístup je založen na nadřazenosti psané ústavy. Stát popisuje jako morální společenství a státní moc se musí řídit ideály právního státu.
Koncept právního státu z Anglie z 18. a 19. století popsal Ústavní teoretik Albert V. Dicey (1835–1922), který formuloval tři principy, o které se právní stát musí opírat:
1. Nikdo nesmí být trestán ani omezován, pokud neporušil zákon. Důraz byl kladen i na poznatek, že ani majetková práva jednotlivce nesmí být bez porušení zákona narušena.
2. Každý je subjektem práva, tedy nikdo nestojí nad zákonem.
3. Vláda lidu (demokracie) musí být založena na vládě práva.[8]

## Principy právního státu (Rechtsstaat)
Předpokladem fungování právního státu je právní jistota, tedy zejména jednoznačnost a vymahatelnost práva a nezměnitelnost právního řádu.
Za právní je označován takový stát, v němž:
- výkon státní moci (výkonná moc) je omezen zákonem (princip omezenosti a zákonnosti výkonu veřejné moci, tj. orgány veřejné moci smějí činit a také činí jen to, co jim zákon výslovně dovoluje, stát je svému vlastnímu právnímu systému podřízen)
- občan smí činit vše, co zákon výslovně nezakazuje (nikdo nesmí být trestán a omezován, pokud neporušil zákon).

Tato rozšiřující kritéria zahrnuje například Ústava České republiky, když deklaruje, že Česká republika je demokratický právní stát založený na úctě k právům a svobodám člověka a občana.
Základními principy právního státu patří:
- Stát je založen na ústavnosti a ústavních právech občanů.
- Občanská společnost je rovným partnerem státu.
  - Suverenita státu - Veškerá moc pochází od lidu, státní moc je legitimní, pouze tehdy, pokud vychází z vůle občanů. [11]
- Dělba moci
  - Teorie dělby moci (J. J. Rousseau citace?) – oddělenost, samostatnost a nezávislost státních mocí založená na základě rovnováhy a vzájemných brzd
  - Moc ve státě je rozdělena na zákonodárnou, výkonnou a soudní.
- Soudní a výkonná moc jsou vázány zákonem (nejednají v rozporu se zákonem) a zákonodárná moc je vázána ústavou.

Zásady právního státu Česka jsou v Ústavě České republiky.

## Hodnocení stavu právního státu
Hodnocení stavu právního státu v členských zemích EU provádí každoročně Evropská komise.
Komise hodnotí čtyři oblasti: 
- soudní systémy,
- boj proti korupci,
- pluralitu médií a
- celkovou kontrolu a vyváženost institucí.

Podle místopředsedkyně EK Věry Jourové státy zcela či částečně splnily dvě třetiny (68 procent) doporučení vydaných v roce 2023. V Maďarsku a na Slovensku přetrvávají významné problémy ohrožující boj proti korupci, nezávislost médií či fungování občanské společnosti.